# الاستدامة ومقاومة التغيير المنهجي
أثبتت مشكلة الاستدامة البيئية صعوبة في حلها. حاولت الحركة البيئية الحديثة حل المشكلة بعدة طرق لكن لم يُحرز سوى تقدم ضئيل، كما وضحت الآثار البيئية الخطيرة والافتقار إلى التقدم الكافي بشأن مشكلة تغير المناخ. هناك شيء ما داخل النظام البشري يمنع التغيير إلى أسلوب السلوك المستدام. إن سمة النظام هي مقاومة التغيير المنهجية، تُعرف مقاومة التغيير أيضاً باسم المقاومة التنظيمية أو حواجز التغيير أو مقاومة السياسات.

## نظره عامة على المقاومة لحل مشكلة الاستدامة
في حين أن البيئة كانت منذ فترة طويلة قوة ثانوية في التغيير السياسي، تعززت الحركة بشكل كبير في السبعينيات مع يوم الأرض الأول في عام 1970، شارك فيه أكثر من 20 مليون شخص، نُشر كتاب «حدود النمو» في عام 1972 مع أول مؤتمر للأمم المتحدة معني بالبيئة البشرية في ستوكهولم عام 1972. كانت التوقعات المبكرة لحل المشكلة عالية. 114 من أصل 132 من أعضاء الأمم المتحدة حضروا مؤتمر ستوكهولم. كان يُنظر إلى المؤتمر على نطاق واسع في ذلك الوقت باعتباره نذير بالنجاح:
«يعتقد الكثيرون أن أهم نتيجة للمؤتمر كانت السابقة التي حددها التعاون الدولي في معالجة التدهور البيئي. اتفقت الدول المشاركة على تقاسم المسؤولية عن جودة البيئة، لا سيما المحيطات والغلاف الجوي، ووقعوا بياناً عن المبادئ بعد مفاوضات شاملة فيما يخص التزاماتهم، وافق المؤتمر أيضاً على صندوق بيئي و«برنامج عمل»، الذي تضمن 200 توصية محددة لمعالجة مشاكل مثل تغير المناخ العالمي، والتلوث البحري، والنمو السكاني، وإلقاء النفايات السامة، والحفاظ على التنوع البيولوجي. تم إنشاء وحدة بيئة دائمة لتنسيق هذه الجهود وغيرها من الجهود الدولية. [أصبح هذا فيما بعد] برنامج الأمم المتحدة البيئي، تمت الموافقة عليه رسمياً من قبل الجمعية العامة في وقت لاحق من نفس العام وأنشئت قاعدتها في نيروبي، كينيا. لم تقم هذه المنظمة بتنسيق العمل فحسب، بل قامت أيضاً بمراقبة الأبحاث وجمع المعلومات ونشرها، ولعبت دوراً مستمراً في المفاوضات الدولية حول القضايا البيئية».

«لقد أنجز المؤتمر الذي عُقد في ستوكهولم كل ما خططت له التحضيريات الواعدة تقريباً. اُعتبر المؤتمر ناجحاً على نطاق واسع، وكان كثير من المراقبين يشعرون بالبهجة حيال مدى الاتفاق».
ومع ذلك، على الرغم من العمل الذي تقوم به الحركة البيئية العالمية، والعديد من وكالات حماية البيئة الوطنية، وإنشاء برنامج الأمم المتحدة للبيئة، والعديد من وكالات حماية البيئية الدولية، لا تزال مشكلة الاستدامة تزداد سوءاً. تظهر أحدث بيانات البصمة البيئية زيادة البصمة العالمية من حوالي 50٪ تحت الهدف في عام 1961 إلى 50٪ تجاوز الهدف في عام 2007، مع توفر بيانات العام الماضي.

في عام 1972، حللت الطبعة الأولى من كتاب «حدود النمو» مشكلة الاستدامة البيئية باستخدام نموذج ديناميات النظام. تنبأ الكتاب المؤثر على نطاق واسع بما يلي:
«إن استمرت الاتجاهات السائدة الحالية في زيادة عدد سكان العالم والتصنيع والتلوث وإنتاج الغذاء واستنزاف الموارد دون تغيير، فسيتم الوصول إلى الحدود القصوى للنمو على هذا الكوكب في وقت ما خلال المائة عام القادمة. وستكون النتيجة الأكثر احتمالاً مفاجئة ولا يمكن السيطرة عليها في كل من عدد السكان والقدرة الصناعية في وقت ما في القرن الحادي والعشرين».
بعد اثنان وثلاثين عاماً في عام 2004 ذكرت الطبعة الثالثة أن: 
«[الطبعة الثانية من حدود النمو] نُشرت في عام 1992، وهو عام القمة العالمية المعنية بالبيئة والتنمية في ريو دي جانيرو. بدا أن ظهور القمة يثبت أن المجتمع العالمي قرر التعامل بجدية مع مشاكل البيئة الهامة، لكننا نعرف الآن أن الإنسانية فشلت في تحقيق أهداف ريو، وكان إنتاج مؤتمر ريو بلس تين في جوهانسبرغ في عام 2002 أقل؛ كان مشلولًا تقريباً بسبب مجموعة متنوعة من النزاعات الإيديولوجية والاقتصادية، [بسبب] جهود أولئك الذين يتابعون مصالحهم الذاتية الوطنية أو المؤسساتية أو مصالحهم الذاتية الشخصية».

«...أهدرت الإنسانية إلى حد كبير السنوات الثلاثين الماضية.»
ترتفع مقاومة التغيير مع أكثر اثنين من مسببين غازات الاحتباس الحراري في العالم، الصين والولايات المتحدة، لم تعتمد الصين والولايات المتحدة أبداً معاهدة بروتوكول كيوتو. كانت المقاومة في الولايات المتحدة قوية لدرجة أن مجلس الشيوخ الأمريكي صوت في عام 1999 بأغلبية 95 مقابل الصفر من خلال تمرير قرار بيرد - هاجيل، على الرغم من حقيقة أن (الغور) كان نائباً للرئيس في ذلك الوقت. لا يمكن إقناع عضو مجلس شيوخ واحد بدعم المعاهدة، لم تُطرح المعاهدة مرة أخرى منذ ذلك الحين.
بسبب مقاومة التغيير المطولة، تحولت مشكلة تغير المناخ إلى أزمة تغير المناخ. تزداد انبعاثات الغازات الدفيئة بوتيرة أسرع بكثير من النماذج المتوقعة للفريق الحكومي الدولي المعني بتغير المناخ: "كان معدل نمو انبعاثات [الوقود الأحفوري] 3.5 في المائة سنوياً في الفترة 2000-2007، أي ما يقارب زيادة أربعة أضعاف من 0.9 في المائة سنوياً في الفترة 1990-1999. هذا يجعل الاتجاهات الحالية في الانبعاثات أعلى من أسوأ الحالات من مخططات الفريق الحكومي المعني بتغير المناخ.

انتهت قمة كوبنهاغن للمناخ في ديسمبر 2009 بالفشل. لم يتم التوصل إلى اتفاق بشأن أهداف ملزمة. لم يُكسر الجمود في قمة كانكون للمناخ في ديسمبر 2010. كان أفضل ما يمكن القيام به هو اتفاق غير ملزم آخر: 
«لوحظ أن تغير المناخ يمثل تهديداً عاجلاً لا رجعة فيه للمجتمعات البشرية وكوكب الأرض، وبالتالي يتطلب هذا الأمر معالجته بشكل عاجل من قبل جميع الأطراف.»
هذا لا يشير إلى أي تقدم على الإطلاق منذ عام 1992، عندما عُقدت اتفاقية الأمم المتحدة الإطارية بشأن تغير المناخ في قمة الأرض في ريو دي جانيرو. كان اتفاق كانكون لعام 2010 هو النظير العملي لما قاله اتفاق 1992: 
«إن الأطراف في هذه الاتفاقية... [تقر] أن الطبيعة العالمية لتغير المناخ تستدعي أوسع تعاون ممكن من جانب جميع البلدان ومشاركتها في استجابة دولية فعالة ومناسبة.... [وبالتالي تقر الأطراف] أن الدول يجب أن تسن تشريعات بيئية فعالة... [لحماية] نظام المناخ لصالح أجيال البشرية الحالية والمقبلة....»
تعثرت المفاوضات على نطاق واسع بحيث أن: «السياسة المناخية مغلقة، وليس هناك تقريباً أي فرصة لتحقيق اختراق». «سياسة المناخ، كما تم فهمها وممارستها من قبل العديد من حكومات العالم بموجب نهج بروتوكول كيوتو، فشلت في إنتاج أي تخفيضات ملحوظة في العالم الحقيقي في انبعاثات الغازات الدفيئة في خمسة عشر عاماً.» 
تشير هذه الأحداث إلى أن التغيير في مقاومة حل مشكلة الاستدامة مرتفع للغاية وأن المشكلة غير قابلة للحل في الوقت الحالي.

## التغلب على مقاومة التغيير المنهجي
إن الجهود المبذولة في هذا المجال قليلة، لأن حماية البيئة ليست موجهة حالياً نحو التعامل مع مقاومة التغيير المنهجي باعتبارها مشكلة منفصلة ومتميزة ينبغي حلها، حول كيفية التغلب على المشكلة الفرعية الخاصة بمقاومة التغيير، قام ماركوارت بفحص نظريتين رائدتين بدا أنهما تقدمان رؤية عن مقاومة التغيير، نظرية النظام الأبوي والمعهد الجديد، وخلصت إلى ذلك: «لا تولي أي من النظريتين اهتماماً كبيراً لفهم ديناميكيات النظم المؤسسية والبيئية المرنة والمقاومة ولكنها غير فعّالة وغير المنتجة بشكل عام، ويجب إجراء المزيد من الأبحاث»